# Corral de Carrió
El Corral de Carrió era un corral de pastura del terme municipal de Sant Esteve de la Sarga, al Pallars Jussà, situat a l'antic poble de Vilamolera.
Estava situat al nord del despoblat de Vilamolera i de l'ermita de Sant Salvador de la Serra, al lloc conegut com los Corrals.

## Etimologia
Es tracta d'un topònim romànic modern de caràcter descriptiu: fa referència al nom de la casa del seu propietari.